# The Wicked Symphony
The Wicked Symphony – czwarty studyjny album grupy muzycznej Avantasia, wydany został 3 kwietnia 2010 roku nakładem Nuclear Blast. Równolegle wydany został album Angel of Babylon. W ramach promocji do utworu „Dying for an Angel”, w którym gościnnie wystąpił Klaus Meine, został zrealizowany teledysk.

## Lista utworów
Opracowano na podstawie materiału źródłowego.
1. „The Wicked Symphony” (9:28)
2. „Wastelands” (4:44)
3. „Scales of Justice” (5:04)
4. „Dying for an Angel” (4:32)
5. „Blizzard on a Broken Mirror” (6:07)
6. „Runaway Train” (8:42)
7. „Crestfallen” (4:02)
8. „Forever Is a Long Time” (5:05)
9. „Black Wings” (4:37)
10. „States of Matter” (3:57)
11. „The Edge” (4:12)

## Twórcy
Opracowano na podstawie materiału źródłowego.
| - Tobias Sammet – śpiew, gitara basowa, instrumenty klawiszowe – ścieżka nr 8, 10; produkcja - Sascha Paeth – gitara, instrumenty klawiszowe – ścieżka nr 4, 5, 7, 9; gitara basowa – ścieżka nr 10, produkcja, miksowanie - Eric Singer – perkusja - Michael "Miro" Rodenberg – instrumenty klawiszowe, orkiestracje, mastering - Alex Kuehr – zdjęcia - Thomas Ewerhard – okładka, oprawa graficzna |